# Eleição legislativa da França em Novembro de 1946
As eleições legislativas da França foram realizadas a 10 de Novembro de 1946 e, serviram para eleger os 627 deputados para a Assembleia Nacional.
Estas eleições foram as primeiras realizadas após a aprovação da nova Constituição, num referendo em Outubro de 1946, com 53% dos votos a favor, apesar da forte oposição de Charles de Gaulle.
Os resultados eleitorais deram a vitória ao Partido Comunista Francês, que conquistou 28,3 dos votos, com os democratas-cristãos do Movimento Republicano Popular a ficarem-se pelos 26,0% e os socialistas da Secção Francesa da Internacional Operária a conquistar, apenas, 17,9% dos votos.
Inicialmente, o objectivo era o de continuar com aliança do tripartido, entre PCF, MRP e SFIO, mas face à pretensão dos comunistas em deter mais ministros, os democratas-cristãos opuseram-se e começava a chegar ao fim a aliança do tripartido.
Em 1947, com o início da Guerra Fria, o PCF, firmes apoiantes da URSS, foram expulsos do governo da França, por MRP e SFIO.
Após tal ruptura com os comunistas, o MRP e o SFIO decidiram coligar-se com os partidos de centro-direita e com os radicais, formando a "Aliança da Terceira Força", que tinha como objectivos alinhar a França com o Bloco Ocidental e, por outro lado travar a chegada ao poder dos comunistas ou de Charles de Gaulle.

## Resultados oficiais
| Partidos                | Partidos                                  | Votos      | %               | +/-   | Deputados | +/-   |
| ----------------------- | ----------------------------------------- | ---------- | --------------- | ----- | --------- | ----- |
|                         | Partido Comunista Francês                 | 5 430 593  | 28,26 / 100,00  | 2,28  | 182 / 627 | 29    |
|                         | Movimento Republicano Popular             | 4 988 609  | 25,96 / 100,00  | 2,25  | 173 / 627 | 7     |
|                         | Secção Francesa da Internacional Operária | 3 433 901  | 17,87 / 100,00  | 3,27  | 102 / 627 | 26    |
|                         | Partido Republicano da Liberdade          | 2 487 313  | 12,94 / 100,00  | 0,12  | 72 / 627  | 6     |
|                         | União dos Radicais de Esquerda            | 2 136 152  | 11,12 / 100,00  | 0,49  | 69 / 627  | 17    |
|                         | União Gaullista                           | 585 430    | 3,05 / 100,00   | Novo  | 0 / 627   | Novo  |
|                         | Outros                                    | 154 377    | 0,80 / 100,00   | 0,57  | 29 / 627  | 20    |
| Votos Inválidos         | Votos Inválidos                           | 361 751    | 1,85 / 100,00   | 0,18  |           |       |
| Total                   | Total                                     | 19 578 126 | 100,00 / 100,00 |       | 627 / 627 | 41    |
| Eleitorado/Participação | Eleitorado/Participação                   | 25 083 039 | 78,05 / 100,00  | 3,80  |           |       |
| Fonte                   | Fonte                                     | [ 3 ]      | [ 3 ]           | [ 3 ] | [ 3 ]     | [ 3 ] |